# Gobiosoma nudum
Gobiosoma nudum is een  straalvinnige vissensoort uit de familie van grondels (Gobiidae). De wetenschappelijke naam van de soort is voor het eerst geldig gepubliceerd in 1928 door Meek & Hildebrand.
De soort staat op de Rode Lijst van de IUCN als Onzeker, beoordelingsjaar 2007. De omvang van de populatie is volgens de IUCN dalend.